# 詰田川
詰田川（つめたがわ）は、香川県高松市を流れる詰田川水系の本流で、二級河川。

## 概要
高松市元山町付近に源を発し、高松低地中央部を北流して朝日町で瀬戸内海に注ぐ。支流は木太町で宮川、河口付近で御坊川が合流する。指定延長4.67km、流域面積31.6km2、支川を含む指定総延長は約20km。
流域には数多くの工場が立地し、高度経済成長期には住宅地化が急速に進み、増大する排水のため河川の汚染が著しかった。河口部の廃止塩田は工場用地やゴルフ場として利用されている。また、香川県道155号牟礼中新線と国道11号の間の両岸は市内最大のラブホテル街でもある。
典型的な香川県における河川の特徴として、平時は水量に乏しいものの、降雨時には急激に水かさが増す。特に下流部は天井川となっており、沿岸は低湿で豪雨の際には湛水被害を受けやすい。

## 主な支流
- 御坊川（二次支流以下は御坊川#主な支流参照）
- 宮川

## 主な橋梁
- 下川天神橋 - 県道272号高松志度線（木太町）
- 木太大橋 - 県道10号高松長尾大内線旧道（木太町）
- 詰田川橋 - 県道155号牟礼中新線（木太町）
- 新詰田川橋 - 国道11号高松北バイパス（木太町）
- 詰田川下橋 - 市道高松海岸2号線（朝日町・木太町）